# Frisco Kid
Frisco Kid (The Cisco Kid, på svenska även känd under originalnamnet) är amerikansk fiktiv westernhjälte och kvinnokarl, skapad av William Sydney Porter under pseudonymen O. Henry 1907, i novellen "The Caballero's Way". Ursprungligen var han en vit hjälte, men i flertalet senare filmatiseringar har han porträtterats som en mexikanare.

## Filmatiseringar
Under första hälften av 1900-talet producerades en mängd filmer baserad på Porters hjälte, och han kom att spelas av flera skådespelare; Warner Baxter, Cesar Romero, Duncan Renaldo och Gilbert Roland. 1950-1956 producerades en TV-serie, den första amerikanska dramaproduktionen i färg, där Roland återigen spelade titelrollen.
1994 återkom Cisco Kid i en TV-film, nu spelad av Jimmy Smits.
I filmatiseringarna fick Cisco Kid också sällskap av vännen Pancho.

## Radioteater
Figuren fick även en lång karriär som hjälte i en radioteater som sändes i amerikansk radio mellan åren 1942 och 1956.

## Tecknade serier
Under 1940- och 1950-talet producerades flera serieäventyr med Cisco Kid för amerikanska seriemagasin, och mellan 1951 och 1967 publicerades en dagsstripp i amerikanska tidningar, tecknad av Jose Luis Salinas. Serieavsnitten avslutades som regel med repliken "Å, Frisco" och svaret "Å, Pancho" varpå hjältarna red iväg mot solnedgången. Diverse skurkar jagades av Frisco och Pancho, bl.a. den ständigt återkommande Red Riata.
När serien publicerades i Sverige ändrades hjältens namn till Frisco Kid, men filmatiseringarna behöll originalnamnet.